# エイドゥ
エイドゥ（満州語：ᡝᡳ᠌ᡩᡠ᠋、転写：eidu、漢字:額亦都、1562年 – 1621年）は、後金の建国五大臣の筆頭である。長白山英鋷峪に世居する鈕祜禄（ニオフル）氏（Niohuru hala）出身。父は都陵阿で、満洲鑲黄旗に属していた。康熙朝の重臣・エビルンの父であり、康熙帝の継室孝昭仁皇后の祖父。また、嘉慶帝の継室孝和睿皇后は彼の八世孫（あるいは六世孫）であり、道光帝の孝穆成皇后は第六代の後裔とされる。東太后もその後裔とされている。ヌルハチとは親しい友人であった。

## 家族構成
記録によると、額亦都には5人の妻と17人の息子と12人の娘がいた。
- 姓名不詳の妻
  - 長男：班席
  - 九男：図爾席（姓名不詳の妻の子）
- 郡主覚羅氏 - 清太祖ヌルハチの伯父、覚羅武功郡王礼敦巴図魯の娘
  - 次男：達啓
  - 三男：車爾格（子孫は孝貞顕皇后の出身系統）
  - 六男：達隆藹（子孫は孝和睿皇后の出身系統）
  - 七男：冒海
  - 八男：図爾格（父の死後、継母ムクシを収継婚の慣習により娶る。子孫は嘉慶帝の恭順皇貴妃の系統）
  - 十男：益而登
  - 十二男：額森
  - 十三男：超哈而
  - 十四男：格而特
  - 十五男：索歓
- 佟殷氏
  - 四男：涵岱
  - 五男：阿達海
- 和碩公主ムクシ - ヌルハチの第四皇女
  - 十六男：エビルン（子孫は孝昭仁皇后・孝穆成皇后・乾隆帝の誠嬪および順貴人の系統）
  - 十七男：索索琿費揚古（夭折）
- その他
  - 十一男：熬徳（妾の子）

### 娘たち
娘は12人いたが、下の4人を除いて、他の8人については夫の姓が記録に残っていない。
- 女：ホンタイジの元妃（嫡福晋）
- 女：貝子・ニカンに嫁ぐ
- 女正白旗一等子都統・呉拜に嫁ぐ
- 女：ジルガランの嫡福晋

孝聖憲皇后の曾祖父・額亦騰は従兄弟にあたる。

## 伝記資料
- 『満文老檔』
- 『清史稿』225巻